# Listas de filmes originais Netflix
A seguir você pode ver as listas de filmes originais Netflix por ano de lançamento:

## Listas
- Lista de filmes originais Netflix (2015—2017)
- Lista de filmes originais Netflix (2018)
- Lista de filmes originais Netflix (2019)
- Lista de filmes originais Netflix (2020)
- Lista de filmes originais Netflix (2021)
- Lista de filmes originais Netflix (2022)
- Lista de filmes originais Netflix (2023–presente)